# Trachyoribates cubanus
Trachyoribates cubanus är en kvalsterart som först beskrevs av Balogh och Sandór Mahunka 1974.  Trachyoribates cubanus ingår i släktet Trachyoribates och familjen Haplozetidae. Inga underarter finns listade i Catalogue of Life.